# Cinsaut
El cinsaut és una varietat de cep negra. El raïm de cinsaut és molt menut i compacte, de gra mitjà, rodó i de color blau negre, amb molt de suc i gust dolç. És una varietat productiva però sensible a les malures. És de brotada lenta, i per això no l'afecten les gelades de primavera, i no suporta bé la humitat.
El vi de raïm cinsaut té poc cos, poc color i fort gust de fruites. S'utilitza per fer vins rosats o en cupatges amb garnatxa per a produir vins negres lleugers aportant suavitat i harmonia. La gran quantitat de tanins el fa apte per l'envelliment complementat amb ull de llebre o garnatxa.
El nom francès de «cinsaut» ha donat en català «samsó» però aquest nom s'utilitza per la varietat carinyena. Es cultiva a tot l'arc mediterrani entre el Roine i l'Ebre, on és una varietat tradicional d'origen antic desconegut. És una de les varietats principals a les DO Catalunya, DO Conca de Barberà, AOC Costers del Rosselló, DO Costers del Segre, DO Empordà, DO Montsant, DO Penedès, DO Tarragona i DO Terra Alta